# ILLIAC IV
ILLIAC IV je relativno nepoznato superračunalo razvijeno na Sveučilištu u Illinoisu. Zasnivalo se na paralelizmu i moglo je imati do 256 procesora. Takva računala nazivala su se  vektorskim računalima. Računalo je nakon desetak godina razvoja 1976. postalo operativno. Bilo je masivno i skupo, a po osobinama nije se moglo mjeriti s komercijalnim superračunalom Cray-1.
Računalo je izrađeno uz pomoć agencije DARPA, a prvi dizajn računala bio je gotov 1966. Brzina računala prvotno je planirana na 1 GFLOPS, ali kasnije je reducirana na 200 MFLOPS.

## Pogledajte također
- Amdahlov zakon
- ORDVAC
- ILLIAC I
- ILLIAC II
- ILLIAC III